# Pongamia pinnata

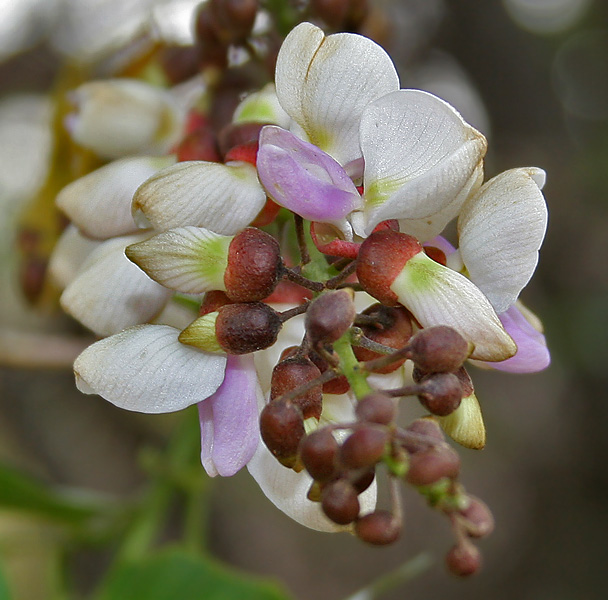
Pongamia pinnata

De Pongamia pinnata of Indiase beuk is een boomsoort uit de vlinderbloemenfamilie  (Leguminosae of Fabaceae) die inheems is in India.
De zaden van deze plant kunnen gebruikt worden voor de productie van biobrandstof.

## Beschrijving
Millettia pinnata is een peulvruchtboom die ongeveer 15-25 meter hoog wordt met een groot bladerdak dat even breed spreidt. Het kan gedurende korte perioden bladverliezend zijn. De stam kan zowel recht als krom zijn en is 50–80 cm (20-30 inch) in diameter, met grijsbruine schors die glad of verticaal gespleten is. Takken zijn kaal met bleke stipulaire littekens. De oneven geveerde bladeren van de boom zijn afwisselend en kort gesteeld, rond of cuneateaan de basis, ovaal of langwerpig over de lengte, stomp-toegespitst aan de top, en niet getand aan de randen. Ze hebben een zachte, glanzende bordeauxrode kleur als ze jong zijn en ontwikkelen in de loop van het seizoen naar een glanzende, diepgroene kleur met prominente aders eronder.
De bloei begint over het algemeen na 3-4 jaar met kleine clusters van witte, paarse en roze bloemen die het hele jaar door bloeien. De trosachtige bloeiwijze draagt 2-4 sterk geurende bloemen welke tot 15–18 mm lengte groeien. De kelk van de bloemen is klokvormig en afgeknot, terwijl de bloemkroon rond eivormig is met basale oorschelpen en vaak met een centrale groene vlek.
Het uitsnijden van dehiscente peulen kan na  4-6 jaar plaatsvinden. De bruine zaaddozen verschijnen onmiddellijk na de bloei en rijpen in 10 tot 11 maanden. De peulen zijn dikwandig, glad, enigszins afgeplat en elliptisch, maar licht gebogen met een korte, gebogen punt. De peulen bevatten een of twee boonachtige bruinrode zaden, maar omdat ze niet van nature opensplijten, moeten de peulen ontbinden voordat de zaden kunnen ontkiemen. De zaden zijn ongeveer 1,5-2,5 centimeter lang met een broze, olieachtige vacht en zijn onverteerbaar voor herbivoren.
Hoewel de Millettia pinnata van nature verspreid is in het tropische en gematigde klimaat van Azië, van India tot Japan tot Thailand tot Maleisië tot het noorden en het noordoosten van Australië tot enkele eilanden in de Stille Oceaan, kan de boom inmiddels over de hele wereld in vochtige en subtropische omgevingen van zeeniveau tot 1200 m gevonden worden. De boom wordt echter niet boven 600 m in de uitlopers van de Himalaya gevonden. De boom is bestand tegen temperaturen van iets onder het vriespunt tot ongeveer 50 °C en een jaarlijkse regenval van 500–2.500 mm. De boom groeit in het wild op zand- en rotsachtige bodems, inclusief oölitische kalksteen, maar kan groeien in de meeste grondsoorten, zelfs met zijn wortels in zout water.
De boom kan goed tegen intense hitte en zonlicht en zijn dichte netwerk van zijwortels en zijn dikke, lange penwortel maken hem droogte-tolerant. De dichte schaduw die de boom  biedt vertraagt de verdamping van oppervlaktewater en de wortelknolletjes bevorderen de stikstoffixatie, een symbiotisch proces waarbij gasvormige stikstof (N2) uit de lucht wordt omgezet in ammonium (NH4+), een vorm van stikstof die de plant ter beschikking staat. M. pinnata is ook een zoet water moerasbossoort, omdat hij bestand is tegen het maandenlang in zoet water te staan. De M. pinnata boom komt veel voor in de moerasbossen van het Tonlé Sapmeer in Cambodja.
Millettia pinnata is een uitbroedende diploïde peulvruchtboom, met een diploïde chromosoomgetal van 22. Wortelknolletjes zijn van het bepaalde type (zoals sojabonen en gewone bonen) gevormd door de veroorzakende bacterie Bradyrhizobium.

## Toepassingen
Millettia pinnata is goed aangepast aan droge streken en kent veel traditionele toepassingen. Het wordt voor landschapsdoeleinden vaak als windscherm of voor schaduw gebruikt vanwege de grote luifel en sterk geurende bloemen. De bloemen worden door tuinders gebruikt als compost voor planten die rijke voedingsstoffen nodig hebben. De schors kan worden gebruikt om touw te maken en het levert ook een zwarte gom op die van oudsher werd gebruikt om wonden te behandelen die zijn veroorzaakt door giftige vissen. Er wordt gezegd dat het hout prachtig korrelig is, maar het splijt gemakkelijk wanneer het wordt gezaagd, waardoor het wordt gedegradeerd tot brandhout, palen en handvaten voor gereedschap.
Hoewel de olie en het residu van de plant giftig zijn en misselijkheid en braken veroorzaken als ze worden ingenomen, worden de vruchten en spruiten, samen met de zaden, in veel traditionele remedies gebruikt. Sappen van de plant, evenals de olie, zijn antiseptisch en resistent tegen ongedierte. Bovendien heeft de M. pinnata de zeldzame eigenschap zaden te produceren die 25-40% lipiden bevatten, waarvan bijna de helft oliezuur is. Olie gemaakt van de zaden, bekend als pongamia-olie, is een belangrijk product van deze boom en wordt al duizenden jaren gebruikt als lampolie in zeepproductie en als smeermiddel. Daarnaast wordt de pongamia-olie ook gebruikt voor de verwerking tot biobrandstof. De olie heeft een hoog gehalte aan triglyceriden en de onaangename smaak en geur zijn te wijten aan bittere flavonoïde bestanddelen, waaronder karanjin, pongamol, tannine en karanjachromeen.
M. pinnata kan worden gekweekt in vijvers voor het opvangen van regenwater tot een diepte van 6 m zonder zijn groen te verliezen en nuttig te blijven voor de productie van biodiesel.
Het residu van oliewinning, perskoek genaamd, wordt gebruikt als meststof en als diervoeder voor herkauwers en pluimvee.
M. pinnata, die lang als schaduwboom werd gebruikt, zaait sterk zelf en kan gedurende zijn levensloop laterale wortels tot 9 m ontwikkelen. Als het niet zorgvuldig wordt beheerd, kan het snel onkruid worden, waardoor sommige landen de boom als invasieve soort bestempelen. Het dichte netwerk van zijwortels maakt deze boom echter ideaal voor het beheersen van bodemerosie en bindende zandduinen.